# Сальваньо, Мария Аурора
Мария Аурора Сальваньо (итал. Maria Aurora Salvagno; род. 3 марта 1986, Альгеро, Сардиния) — итальянская легкоатлетка, специалистка по бегу на короткие дистанции. Выступала за сборную Италии по лёгкой атлетике в 2004—2011 годах, чемпионка Универсиады в Белграде, обладательница серебряной медали Средиземноморских игр в Пескаре, победительница и призёрка первенств национального значения, участница чемпионата мира в Хельсинки.

## Биография
Мария Аурора Сальваньо родилась 3 марта 1986 года в городе Альгеро провинции Сассари на острове Сардиния.
Впервые заявила о себе в лёгкой атлетике на международном уровне в сезоне 2004 года, когда вошла в состав итальянской национальной сборной и выступила на домашнем юниорском мировом первенстве в Гроссето, где дошла до полуфинала в индивидуальном беге на 100 метров и стала шестой в эстафете 4 × 100 метров.
В 2005 году в 100-метровой дисциплине финишировала седьмой на юниорском европейском первенстве в Каунасе. Благодаря череде удачных выступлений удостоилась права защищать честь страны на чемпионате мира в Хельсинки — в программе эстафеты 4 × 100 метров не прошла дальше предварительного квалификационного этапа.
На чемпионате Италии 2006 года в Турине стала бронзовой призёркой на дистанции 100 метров.
В 2007 году на молодёжном европейском первенстве в Дебрецене в беге на 100 метров и эстафете 4 × 100 метров заняла восьмое и четвёртое места соответственно. В тех же дисциплинах была седьмой и пятой на Универсиаде в Бангкоке. На Всемирных военных играх в Хайдарабаде вместе со своими соотечественницами превзошла всех соперниц в эстафете. На чемпионате Италии в Падуе получила серебро на дистанции 100 метров, уступив Аните Пистоне.
В 2009 году в беге на 60 метров показала восьмой результат на чемпионате Европы в помещении в Турине. В дисциплине 100 метров и эстафете 4 × 100 метров стала четвёртой и шестой на командном чемпионате Европы в Лейрии, заняла четвёртое место и взяла золото на Универсиаде в Белграде, в эстафете выиграла серебряную медаль на Средиземноморских играх в Пескаре.
В 2010 году была лучшей в беге на 60 метров на зимнем чемпионате Италии в Анконе, тогда как на чемпионате мира в помещении в Дохе в той же дисциплине дошла до полуфинала. На командном чемпионате Европы в Бергене стала седьмой в эстафете 4 × 100 метров.
В 2011 году получила серебро на дистанции 60 метров на зимнем чемпионате Италии в Анконе. В эстафете 4 × 100 метров закрыла десятку сильнейших на командном чемпионате Европы в Стокгольме, заняла четвёртое место на Всемирных военных играх в Рио-де-Жанейро.
Завершила спортивную карьеру по окончании сезона 2018 года.